# Fairchild C-119 Flying Boxcar
Le Fairchild C-119 Flying Boxcar également connu sous le nom de C-119 Packet, ou Wagon volant est un avion de transport militaire américain conçu par Fairchild juste après la Seconde Guerre mondiale. Il se caractérise par un empennage bipoutre qui facilite le chargement et le déchargement. Sa capacité de transport impressionnante pour l'époque lui a valu son surnom de wagon volant ou Flying Boxcar. De 1947 à 1955, plus de 1 100 exemplaires ont été construits, et utilisés par une dizaine de pays différents.

## Historique
Le C-119 a été conçu au départ comme une version améliorée du C-82 Packet du même constructeur : le poste de pilotage fut déplacé du dessus de la soute vers l'avant de l'appareil pour améliorer la visibilité du pilote, la soute de transport fut agrandie et renforcée pour améliorer la capacité d'emport, et des moteurs plus puissants furent installés car le C-82 s'avérait sérieusement sous-motorisé.
Désigné initialement XC-82B, le prototype fit son premier vol en novembre 1947 et le premier C-119B sortit des chaînes de l'usine Fairchild d'Hagerstown dans le Maryland en décembre 1949. Capable d'emporter une charge de 13,6 tonnes, 64 parachutistes ou 35 blessés couchés, il est doté d'équipements innovants comme un système de dégivrage et un système de navigation LORAN.
De 1948 à 1955, Fairchild construit 1 112 exemplaires du C-119 pour équiper l'US Air Force, l'US Navy et le corps des Marines. Des pays comme le Canada, la Belgique, l'Italie, et l'Inde s'en portent également acquéreurs. Durant sa carrière, le C-119 semble avoir souffert de plusieurs problèmes au niveau des moteurs et de leurs hélices, qui ont entraîné un taux d'accident assez élevé.
Différentes versions du C-119 ont été construites qui, hormis celles destinées à une utilisation particulière, se distinguent essentiellement par des modifications au niveau des moteurs et/ou des hélices, ainsi que par quelques légères modifications de structure. Ainsi, en 1951, Henry John Kaiser obtient un contrat pour construire 71 C-119F équipés de moteurs Wright R-3350-85 Cyclone qui, bien que dépourvus de turbocompresseur, fournissent la même puissance que les Pratt & Whitney R-4360-20
En 1967, 26 exemplaires du C-119G sont convertis en gunships AC-119G Shadow et autant en AC-119K Stinger. Les AC-119 sont armés de 4 mitrailleuses de 7,62 mm tirant par des sabords sur le côté, de projecteurs pour le tir de nuit et équipés de divers systèmes électroniques. L'AC-119K dispose en plus de 2 canons de 20 mm, d'un radar, et de 2 réacteurs General Electric J85 pour faciliter le décollage.
Quelques C-119 volent encore actuellement, exploités par des compagnies privées. Certains sont utilisés pour la lutte anti-incendie.

## Engagements

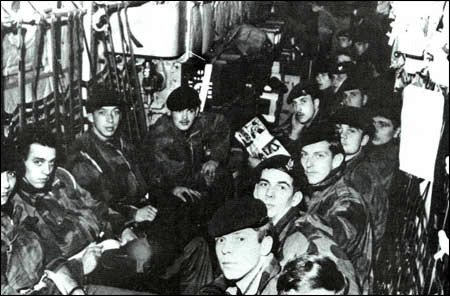
Soldats du 1er bataillon parachutiste belge dans un C-119 juste avant le saut sur l'aéroport de Simi-Simi durant l'opération Dragon Rouge en novembre 1964.

Le C-119 a été utilisé par les États-Unis pendant la guerre de Corée et la guerre du Viêt Nam, la version gunship AC-119 étant mise en œuvre pendant la guerre du Viêt Nam uniquement ; ils ont été retirés du service en 1974.
Des C-119 prêtés par l'US Air Force ont également été utilisés pour aider la France à la fin de la guerre d'Indochine : ces avions portaient les cocardes françaises et étaient pilotés soit par des mercenaires civils américains appartenant à la compagnie Civil Air Transport (CAT) du général Claire Lee Chennault, soit par des équipages de l'Armée de l'air. Ces avions, appréciés pour leur capacité d'emport et pour leur robustesse à encaisser les coups, ont joué un rôle important pendant la bataille de Diên Biên Phu.
La Belgique l'emploie lors de ses opérations au Congo.
L'Inde a utilisé ses C-119 notamment pendant la troisième guerre indo-pakistanaise.

## Variantes

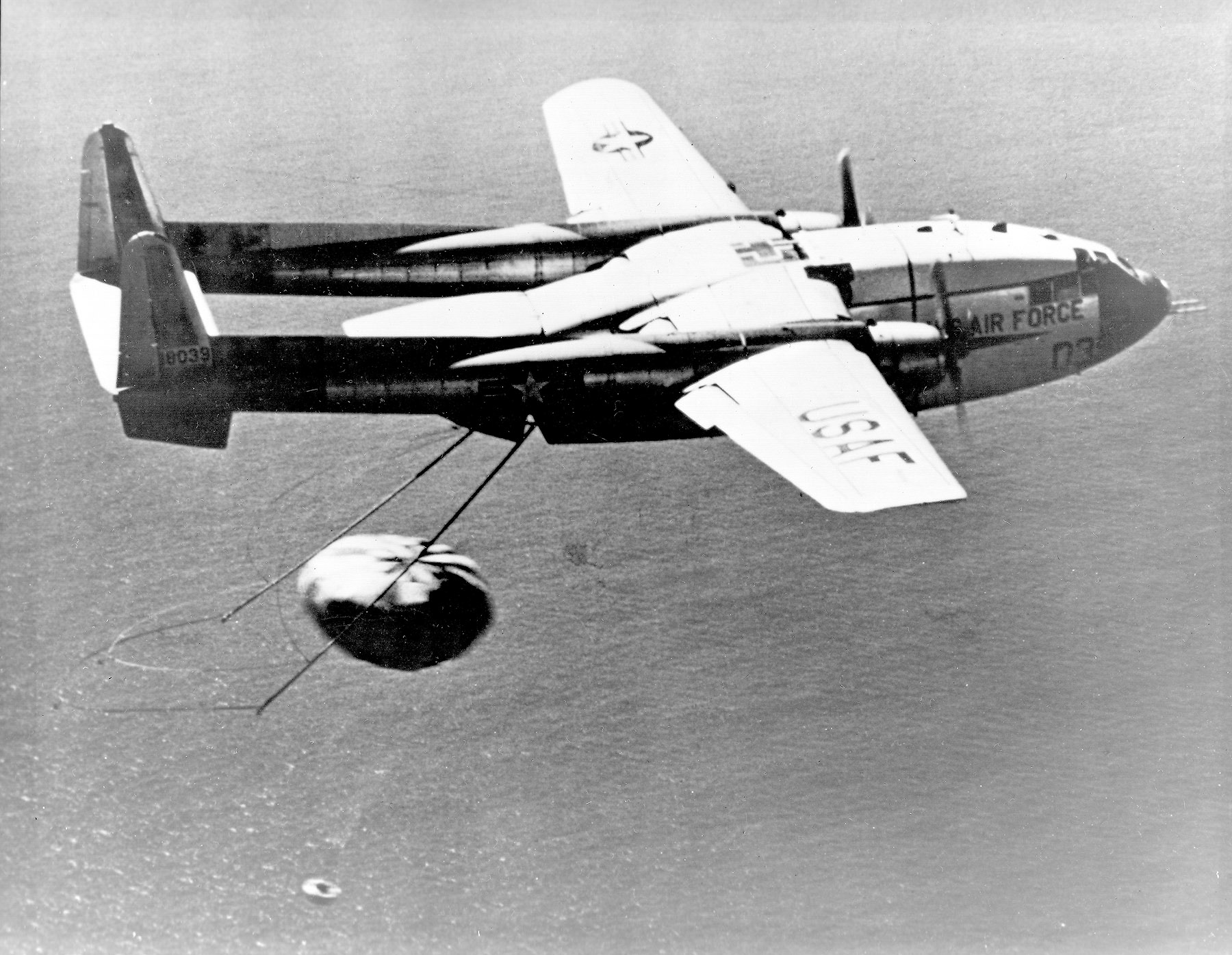
Un JC-119G récupérant un satellite Corona.

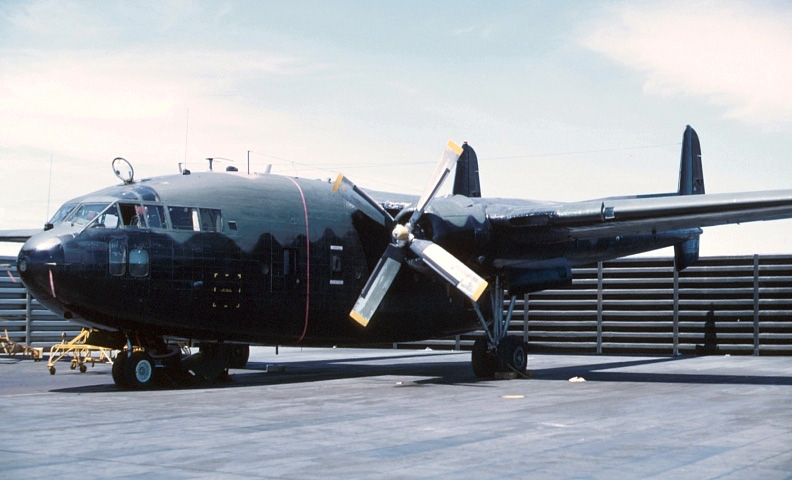
Un AC-119 version gunship.

- XC-119A : prototype, désigné initialement XC-82B.
- C-119B : version améliorée du C-119A avec un fuselage plus large et des hélices quadripales (55 exemplaires)
- C-119C : version améliorée du C-119B avec modifications mineures
- C-119F : version améliorée du C-119C (141 exemplaires dont 71 construits par Kaiser-Frazer Corp)
- C-119G : version améliorée du C-119F (480 exemplaires)
- AC-119G Shadow : version gunship pour l'appui des troupes au Viêt Nam.
- JC-119G : version destinée à la récupération des satellites du programme Discoverer.
- YC-119H Skyvan : prototype dotée d'ailes agrandies.
- C-119J : version avec une porte arrière ouvrable en vol (62 avions modifiés)
  - EC-119J : version destinée à l'observation des satellites (4 avions)
  - MC-119J : version destinée à l'évacuation médicale.
  - VC-119J : version italienne destinée au transport de VIP.
- C-119K : version dotée de réacteurs d'assistance (5 avions modifiés)
- AC-119K Stinger : version gunship améliorée de l'AC-119G.
- RC-119L : version de reconnaissance
- C-119 Jet-Pack : version dotée d'un réacteur au-dessus du fuselage.

Autres désignations
- R4Q-1 : désignation du C-119B/C dans l'US Navy et l'US Marine Corps
- R4Q-2 : désignation du C-119F dans l'US Navy et l'US Marine Corps

## Pays utilisateurs

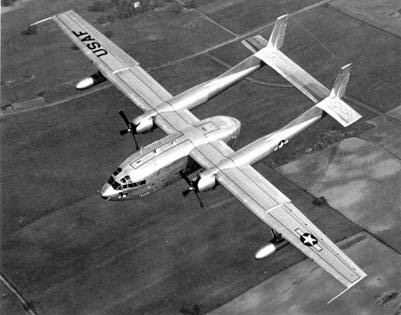

- États-Unis
- Belgique
- États-Unis du Brésil
- Canada
- Éthiopie
- France (Diên Biên Phu)
- Inde
- Italie
- Norvège (8 avions ex-belges)
- République du Viêt Nam
- Taïwan
- Royaume du Maroc
- Royaume de Grèce

### Le C-119 au cinéma
- Le Vol du Phœnix (film, 1965)
- Le Vol du Phœnix (film, 2004)
- Transformers: Rise of the Beasts
- Jurassic World : Le Monde d'après (film, 2022)

### Développement lié
- Fairchild C-82 Packet
- Fairchild XC-120 Packplane
- Fairchild AC-119

### Aéronefs comparables
- Armstrong Whitworth A.W.660 Argosy
- Blackburn Beverley
- Nord 2501 Noratlas

### Autres
- Packet sur Diên Biên Phu, par Marc Bertin, édité à compte d'auteur en 1991 : récit écrit par un officier français, pilote de l'Armée de l'air qui opéra sur C119 Packet durant la guerre d'Indochine.